# Besleria vargasii
Besleria vargasii är en tvåhjärtbladig växtart som beskrevs av Conrad Vernon Morton. Besleria vargasii ingår i släktet Besleria och familjen Gesneriaceae. Inga underarter finns listade i Catalogue of Life.